# Cilly Feindt

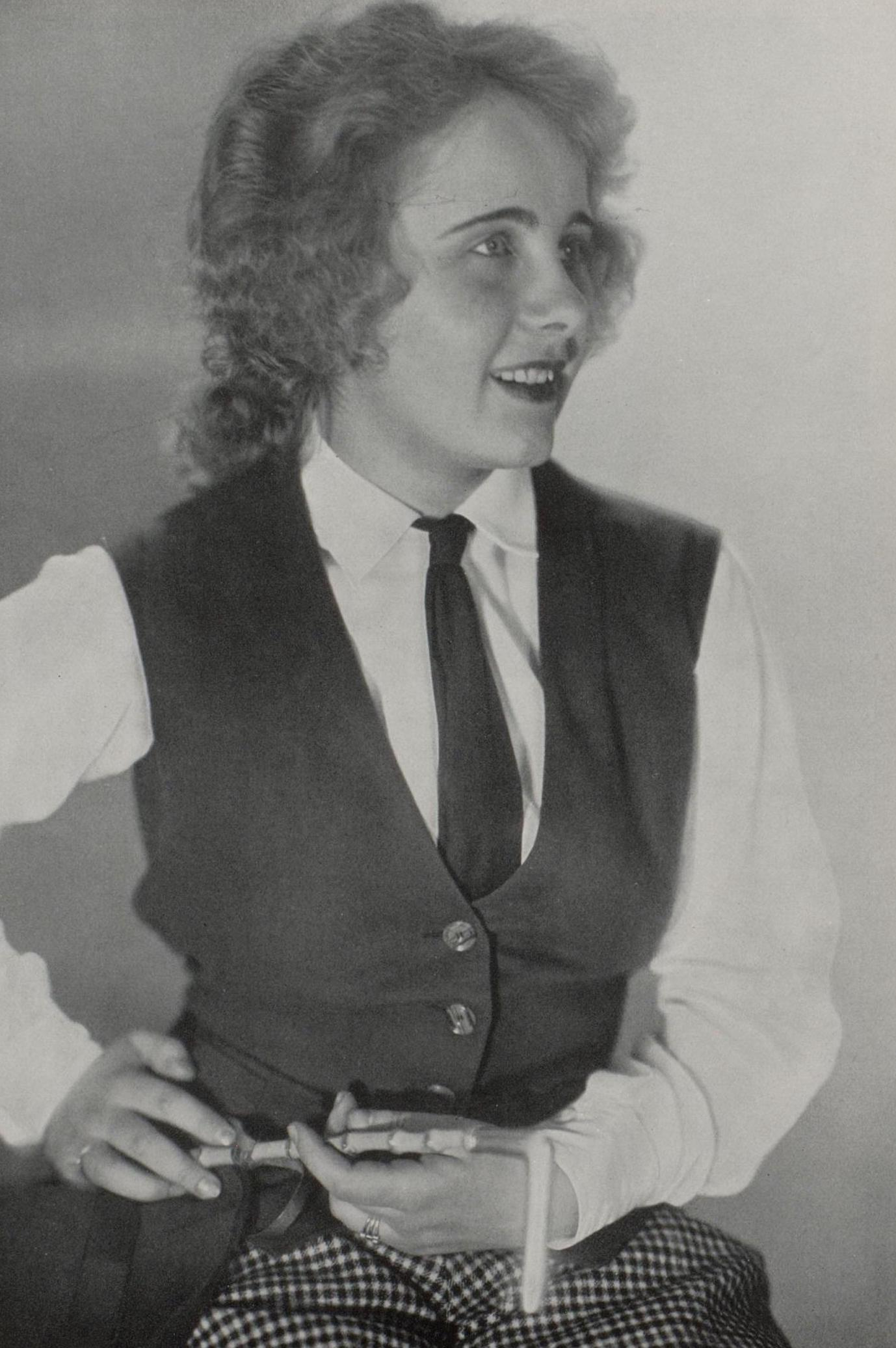
Cilly Feindt, um 1930

Cilly Feindt, gebürtig Cäcilie Alice Gerda Feindt (* 8. April 1909 in Lichtenberg bei Berlin; † 21. August 1999 in Los Angeles), war eine deutsche Schauspielerin und artistische Kunstreiterin.

## Leben
Cäcilie Feindt, Rufname Cilly, war die Tochter des Berliner Kinounternehmers Wilhelm Feindt, der seine minderjährige Tochter in den Anfängen ihrer Karriere managte und ihre ersten drei Filme auch selbst produzierte. Sie wurde von Karl Heß reiterisch ausgebildet und trat schon im Alter von 14 Jahren im Circus Paul Busch auf. Mit Pferdenummern gastierte sie auch an der Berliner Scala und im Varieté Wintergarten. In ihrem erfolgreichen Kinodebüt „Die Zirkusprinzessin“, nach einer Operette von Emmerich Kálmán, konnte sie mit ihren Reitkünsten glänzen. Mit ihrem Pferd Nestor trat sie bei der Film-Premiere am 25. Dezember 1925 auf der Bühne des Apollo-Theaters auf. Danach spielte sie auf der Leinwand häufig die Rollen von Reiterinnen.
In den folgenden Jahren wechselte sie zwischen ihren Karrieren als Filmschauspielerin und Artistin, hatte Tourneen in Europa, Nord- und Südamerika. Der Zweite Weltkrieg stoppte ihre künstlerische Laufbahn zunächst. Nach Kriegsende folgten Engagements beim Zirkus Althoff und, zwischen 1948 und 1951, beim US-amerikanischen Zirkus der Ringling Brothers. Danach ließ sich Cilly Feindt endgültig in Kalifornien nieder und wirkte nur noch in Kurzauftritten bei Filmproduktionen mit.
Mit dem Boxer Max Schmeling verband Cilly Feindt zeitweilig eine Beziehung; ein goldenes Kettchen, das er bei seinen Kämpfen trug, soll ein Geschenk von ihr gewesen sein.

## Filmografie
- 1925: Die Zirkusprinzessin – Regie: Adolf Gärtner
- 1927: Der Feldmarschall – Regie: Romano Mengon
- 1927: Ein Mordsmädel – Regie: Sidney Morgan
- 1928: Gefährdete Mädchen – Regie: Hans Otto Löwenstein
- 1929: Die Zirkusprinzessin – Regie: Victor Janson
- 1931: Der Sprung ins Nichts – Regie: Leo Mittler
- 1934: Ferien vom Ich – Regie: Hans Deppe
- 1935: Leichte Kavallerie – Regie: Werner Hochbaum
- 1958: Gigi – Regie: Vincente Minnelli
- 1962: Zwei Wochen in einer anderen Stadt – Regie: Vincente Minnelli